# Contee dell'Indiana

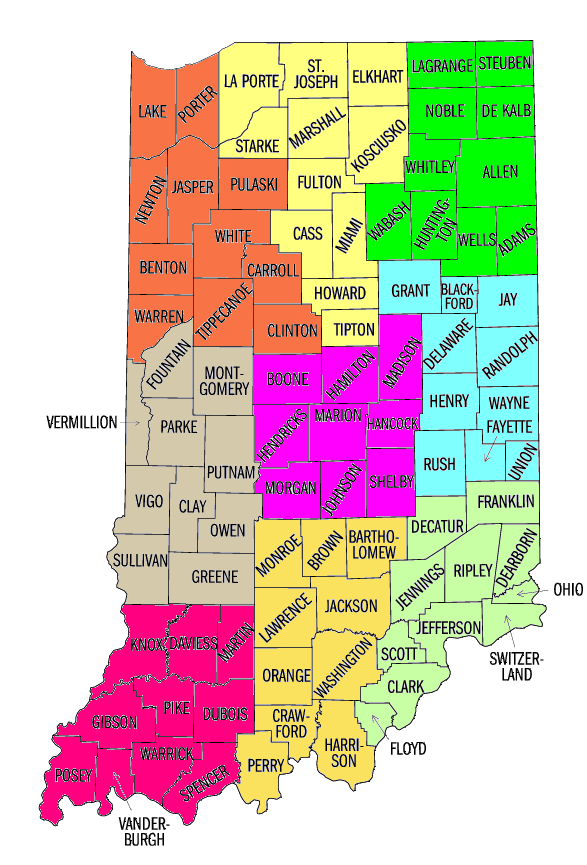
Contee dell'Indiana

Lista delle 92 contee dell'Indiana, negli Stati Uniti d'America:
1. Adams
2. Allen
3. Bartholomew
4. Benton
5. Blackford
6. Boone
7. Brown
8. Carroll
9. Cass
10. Clark
11. Clay
12. Clinton
13. Crawford
14. Daviess
15. DeKalb
16. Dearborn
17. Decatur
18. Delaware
19. Dubois
20. Elkhart
21. Fayette
22. Floyd
23. Fountain
24. Franklin
25. Fulton
26. Gibson
27. Grant
28. Greene
29. Hamilton
30. Hancock
31. Harrison
32. Hendricks
33. Henry
34. Howard
35. Huntington
36. Jackson
37. Jasper
38. Jay
39. Jefferson
40. Jennings
41. Johnson
42. Knox
43. Kosciusko
44. Lagrange
45. Lake
46. LaPorte
47. Lawrence
48. Madison
49. Marion
50. Marshall
51. Martin
52. Miami
53. Monroe
54. Montgomery
55. Morgan
56. Newton
57. Noble
58. Ohio
59. Orange
60. Owen
61. Parke
62. Perry
63. Pike
64. Porter
65. Posey
66. Pulaski
67. Putnam
68. Randolph
69. Ripley
70. Rush
71. Saint Joseph
72. Scott
73. Shelby
74. Spencer
75. Starke
76. Steuben
77. Sullivan
78. Switzerland
79. Tippecanoe
80. Tipton
81. Union
82. Vanderburgh
83. Vermillion
84. Vigo
85. Wabash
86. Warren
87. Warrick
88. Washington
89. Wayne
90. Wells
91. White
92. Whitley